# Max Ringelmann
Maximilien Ringelmann (Parigi, 10 dicembre 1861 – Parigi, 2 maggio 1931) è stato un agronomo e psicologo francese, noto per aver scoperto il cosiddetto "effetto Ringelmann", riguardante la riduzione della produttività individuale al crescere del numero di componenti il gruppo produttivo di appartenenza.

## Biografia
Dopo essersi diplomato alle scuole pubbliche di Parigi, Ringelmann studiò presso l'Institute National Agronomique (Istituto Nazionale Agronomico), dove si dimostrò un eccellente studente. Frequentò anche il corso serale di ingegneria rurale di Hervé Mangon presso il Conservatoire national des arts et métiers (Conservatorio Nazionale delle Arti e dei Mestieri).
Ringelmann frequentò anche corsi presso l'École Nationale des Ponts et Chaussées (Scuola Nazionale dei Ponti e delle Strade), una scuola di ingegneria civile. Divenne un ingegnere agronomico nel 1880. A partire dal 1881, insegnò come docente al corso di ingegneria rurale presso l'École Nationale d'Agriculture (Scuola Nazionale di Agricoltura) a Grand Jouan, Nozay (Francia). Verso il 1883, scriveva una rubrica settimanale per il Journal d'Agriculture Pratique (Giornale di Agricoltura Pratica).
Fino a quel tempo, lo sviluppo delle macchine agricole era stato seguito in gran parte da amatori. Eugène Tisserand, un direttore del Ministero dell'Agricoltura, volle applicare un approccio scientifico allo sviluppo e alla valutazione delle macchine agricole. Chiese perciò che Ringelmann abbozzasse il progetto di un impianto per collaudare le macchine agricole, che dopo molte vicissitudini aprì nel 1888. L'impianto fu fondato in Via Jenner, a Parigi, e Ringelmann ne fu nominato direttore. Adattò dove possibile strumenti industriali, ma progettò e fece costruire anche strumenti quali dinamometri a trazione, dinamometri rotazionali, profilografi, ecc. Mirava a determinare l'efficienza delle macchine agricole, la loro economia, la qualità del lavoro eseguito, ecc. I suoi vasti interessi lo condussero presto a estendere le sue ricerche per includere tutte le branche dell'ingegneria rurale: costruzione, drenaggio, irrigazione, elettrificazione, idraulica.
Nel 1887, Ringelmann fu eletto all'Académie d'Agriculture e, nello stesso anno, divenne professore di meccanica e ingegneria rurale all'École Nationale d'Agriculture di Grignon. Nel 1897, succedette al suo antico professore Mangon come professore di ingegneria rurale all'Institut National Agronomique.  Divenne nel 1902 professore di ingegneria rurale coloniale all'École nationale supérieure d'agriculture coloniale di Nogent-sur-Marne.
Nel 1897 sviluppò un semplice insieme di griglie per misurare la densità del fumo, la scala di Ringelmann. Queste grigle sono usate ancora oggi. Durante il 1900-1905, scrisse un monumentale studio in quattro volumi, Essai sur l'Histoire du Génie Rural (Saggio sulla Storia dell'Ingegneria Rurale), che tracciava il progresso dell'ingegneria rurale dalla preistoria all'età moderna.

### L'Effetto Ringelmann
Ringelmann è notevole soprattutto per aver scoperto nel 1913 l'effetto Ringelmann, noto anche come "pigrizia sociale". Specificamente, Ringelmann fece tirare una fune ai suoi studenti, individualmente e in gruppo. Egli notò che lo sforzo esercitato da un gruppo era minore della somma degli sforzi esercitati dagli studenti che agivano individualmente.
Questa conclusione è una delle prime scoperte nella storia della psicologia sociale, il che permette ad alcuni di considerare Ringelmann come uno dei precursori di questa disciplina.

### Altre esperienze
Ringelmann viaggiò all'interno dell'Europa e in Nord America per osservare quei campi nei quali la meccanizzazione dell'agricoltura era progredita rapidamente. Viaggiò anche nelle colonie di Francia — particolarmente in Nord Africa — per studiare i particolari problemi posti dal clima locale e dalla tecnologia preindustriale che era usata dagli agricoltori nativi.
La sua competenza in ingegneria agricola fu richiesta da inventori, industriali e agricoltori.
Morì a Parigi il 2 maggio 1931.

## Opere
- Maximilien Ringelmann, Les Machines Agricoles, Parigi, Hachette, 1888–1898, 2 voll.
- Maximilien Ringelmann, Les Travaux et Machines pour mise en Culture des Terres, Parigi, Librarie agricole de la Maison rustique, 1902. (Riveduto in Revue des cultures coloniales, vol. 11, n. 110, pp. 217-218, 5 ottobre 1902.)
- Maximilien Ringelmann, Génie Rural Appliqué aux Colonies [Ingegneria rurale applicata nelle colonie], Parigi, Augustin Challamel, 1908.
- Maximilien Ringelmann, Puits Sondages et Sources [Sondaggi di pozzi e sorgenti], Parigi, 1930.